# 1425 Tuorla
Az 1425 Tuorla (ideiglenes jelöléssel 1937 GB) a Naprendszer kisbolygóövében található aszteroida. Kustaa Adolf Inkeri fedezte fel 1937. április 3-án, Turkuban.